# Ярославская, Леся
Оле́ся Влади́мировна Яросла́вская (более известна как Ле́ся Яросла́вская; род. 20 марта 1981, Североморск, Мурманская область, СССР) — российская эстрадная певица, солистка группы «Тутси», выпускница музыкального эстрадного реалити — шоу «Фабрика звёзд» (Первый канал) в 2004 году, исполнитель собственных песен.

## Биография
Олеся Ярославская родилась 20 марта 1981 года в закрытом городе Североморске Мурманской области. Отец Олеси был военнослужащим, а мать музыкантом. Родители назвали её Олесей в честь популярной песни «Алеся» из репертуара белорусского ВИА «Сябры». Мама Ирина, преподаватель вокала, с раннего детства прививала своей дочери любовь к музыке и уже в возрасте четырёх лет впервые вывела Лесю на сцену Дворца культуры Североморска для совместного исполнения песни «Ненужные письма». В 1988 году девочка вместе с родителями переезжает в город Наро-Фоминск в Московской области.
Обучаясь в Наро-Фоминской детской музыкальной школе № 3 по классу фортепиано и занимаясь в различных кружках гарнизонного дома офицеров, девочка постоянно выступает на концертах, проходящих в городе. Позднее Леся начинает заниматься в вокально-эстрадной студии «Созвездие» при Наро-Фоминском районном Дворце культуры «Звезда» и принимает участие во всевозможных певческих и музыкальных конкурсах и фестивалях, на которых завоёвывает свои первые творческие награды. Вместе с другими артистами Леся часто выступает на концертных площадках Москвы и Подмосковья, гастролирует. В 1996 году она выезжала с концертами, от отдела по делам молодёжи, на Северный флот, выступала в своём родном городе Североморске, на авианосце «Адмирал флота Советского Союза Кузнецов». Юная певица становится лауреатом конкурсов «Виктория» (1998), «Золотой микрофон» , Московского международного фестиваля армейской песни «Виват, Победа!» и в прочих конкурсах и музфестивалях.
После окончания средней общеобразовательной школы № 4 Наро-Фоминска Леся Ярославская поступает в Московское областное училище искусств на эстрадно-джазовый факультет, которое заканчивает с красным дипломом по специальности «педагог по вокалу». В 2001 году юная певица поступила в московский Институт современного искусства. Институт Леся закончила также с красным дипломом, получив специальность «эстрадный вокал». В колледже и в институте училась с другой солисткой группы «Тутси» Ириной Ортман. Одновременно с этим девушка начинает работать по своей специальности педагога по вокалу в Доме детского творчества им. Веры Волошиной города Наро-Фоминска. В 2001 году Леся Ярославская выходит замуж за офицера Кантемировской гвардейской танковой дивизии Андрея Кузичева.
В 2003 году Леся Ярославская попадает на реалити-шоу Первого канала «Фабрика звёзд-3» под руководством Александра Шульгина. Продержавшись на телешоу более двух месяцев, девушка уходит с проекта, проиграв по итогам голосования зрителей и участников.
По окончании «Фабрики звёзд-3» Леся подписывает контракт с REAL Records и продюсером Иосифом Пригожиным, и вместе с остальными участниками проекта уезжает в долговременный гастрольный тур по 140 городам страны. В этот период у известного композитора и музыкального продюсера Виктора Дробыша возникает идея создать женскую поп-группу «Тутси» и Леся становится одной из участниц этого коллектива, войдя в его «золотой» состав.
За 8 лет существования группа «Тутси» записала 2 альбома: «Самый, самый» (2005) и «Капучино» (2007), снято 6 клипов: «Самый, самый», «Я люблю его», «Горький шоколад», «Сама по себе», «Сто свечей» и «Чашка капучино». «Тутси» выступали с концертами не только в России, но и в других странах мира.
В 2008 году Олеся Ярославская уходит в декретный отпуск и 27 августа на свет появляется её дочь Елизавета. Через полгода после рождения дочери Леся возвращается в коллектив и вновь начинает гастролировать с группой.
В 2010 году она начинает записывать песни собственного сочинения. Песня «Не со мной» в 2011 году попадает в саундтрек к телесериалу «Случайный свидетель» и певица решает самостоятельно снять клип на неё. Получив разрешение продюсера группы Виктора Дробыша, Леся Ярославская начинает заниматься сольной карьерой.
В октябре 2012 года выходит клип на песню «Сердце волнуется», которую Леся Ярославская также написала сама.
Снялась в клипе на песню «Навсегда» в исполнении Ирины Ортман и Александра Киреева.
В 2015 году снялась в клипе Милана Савича — «Улетит Стая».

## Общественная деятельность
Лесю Ярославскую часто приглашают на телевидение и радио, с её участием записано множество передач на общероссийских и московских телеканалах, певица является частым гостем на страницах различных печатных изданий.
Леся Ярославская — активный участник благотворительных акций для детей и инвалидов, проводимых различными известными компаниями, фирмами и общественными организациями. Леся Ярославская приняла участие в акции Благотворительного Фонда помощи детям, больным ДЦП «Шаг навстречу» Гоши Куценко, участвовала в акции «Мак Хеппи День» в качестве кассира в одном из ресторанов Макдоналдс города Москвы, вместе с другими звёздами российской эстрады, кино и политики принимала участие в благотворительном арт-проекте «Радуга лета» в помощь детям из социально-реабилитационного центра «Отрадное». Певица много времени уделяет популяризации традиций меценатства в России. В интервью журналу «Охотничий двор» Леся так высказалась о своём отношении к благотворительности: «Я не могу говорить за всех, но лично у меня есть потребность помогать людям. Если я могу, если чувствую в себе силы — почему бы не помочь тем, кому это необходимо? По возможности стараюсь принимать участие в сборе средств детям на лечение и лекарства. Здорово, когда есть ещё и благотворительные фонды, берущие под свою опеку нуждающихся».
Леся неоднократно была участником различных концертов для военнослужащих как в составе группы, так и сольно, посещала зоны боевых действий на Северном Кавказе, не раз выступала перед россиянами, исполнявшими служебный долг за пределами Отечества, а также бойцами спецподразделений МВД России. Имеет медали общественных объединений: «Союза десантников России» «За службу на Северном Кавказе» (21 октября 2009) и пр.

## Личная жизнь
Олеся Ярославская замужем за офицером Андреем Кузичевым. Дочь — Елизавета (род. 2008).
У Леси Ярославской есть младшая сестра Мария. Их бабушка и дедушка из Иваново. Бабушка — вокалистка в народном хоре, дедушка — гармонист.

## Дискография
В составе группы «Тутси» Леся Ярославская участвовала в записи двух альбомов: «Самый, самый» (2005) и «Капучино» (2007).

## Сольные песни
- Синие Глаза
- Вернись
- Не со мной
- Сердце волнуется
- Разбуди любовь
- Выдыхай
- Когда ты далеко (feat. Асе Саре)
- Стань моим мужем
- Сочное лето
- Далее без меня
- Когда они вдвоём (feat. Александр Айвазов)
- Ищу тебя
- Ищу тебя (feat. SOBON)
- Распахни окно (feat. Елизавета Кузичева)
- Полюбила другого
- Прошлое

## Видеография
В составе группы «Тутси»:
- Самый-самый (2004)
- Я люблю его (2005)
- Горький шоколад (2005)
- Сама по себе (2006)
- Сто свечей (2006)
- Чашка капучино (2007)
- Пропади всё пропадом (2022)

Сольно:
- Не со мной (2011)[16]
- Сердце волнуется (2012)[17][18]
- Разбуди любовь (2013)
- Выдыхай (2013)[19]
- Когда ты далеко (2014)
- Стань моим мужем (2015)
- Распахни окно (2020)
- Прошлое (2021)